# Saint-Pierre-des-Ifs, Calvados
Saint-Pierre-des-Ifs är en kommun i departementet Calvados i regionen Normandie i norra Frankrike. Kommunen ligger i kantonen Lisieux 3e Canton som ligger i arrondissementet Lisieux. År 2022 hade Saint-Pierre-des-Ifs 453 invånare.

## Befolkningsutveckling
Antalet invånare i kommunen Saint-Pierre-des-Ifs
Referens:INSEE